# 线羽鳞盖蕨
线羽鳞盖蕨（学名：Microlepia formosana）为碗蕨科鳞盖蕨属下的一个种。其种加词“formosana”意为“台湾的”。
现接受名为粗毛鳞盖蕨（Microlepia strigosa (Thunb.) C.Presl, 1851）。